# Macaroni and cheese

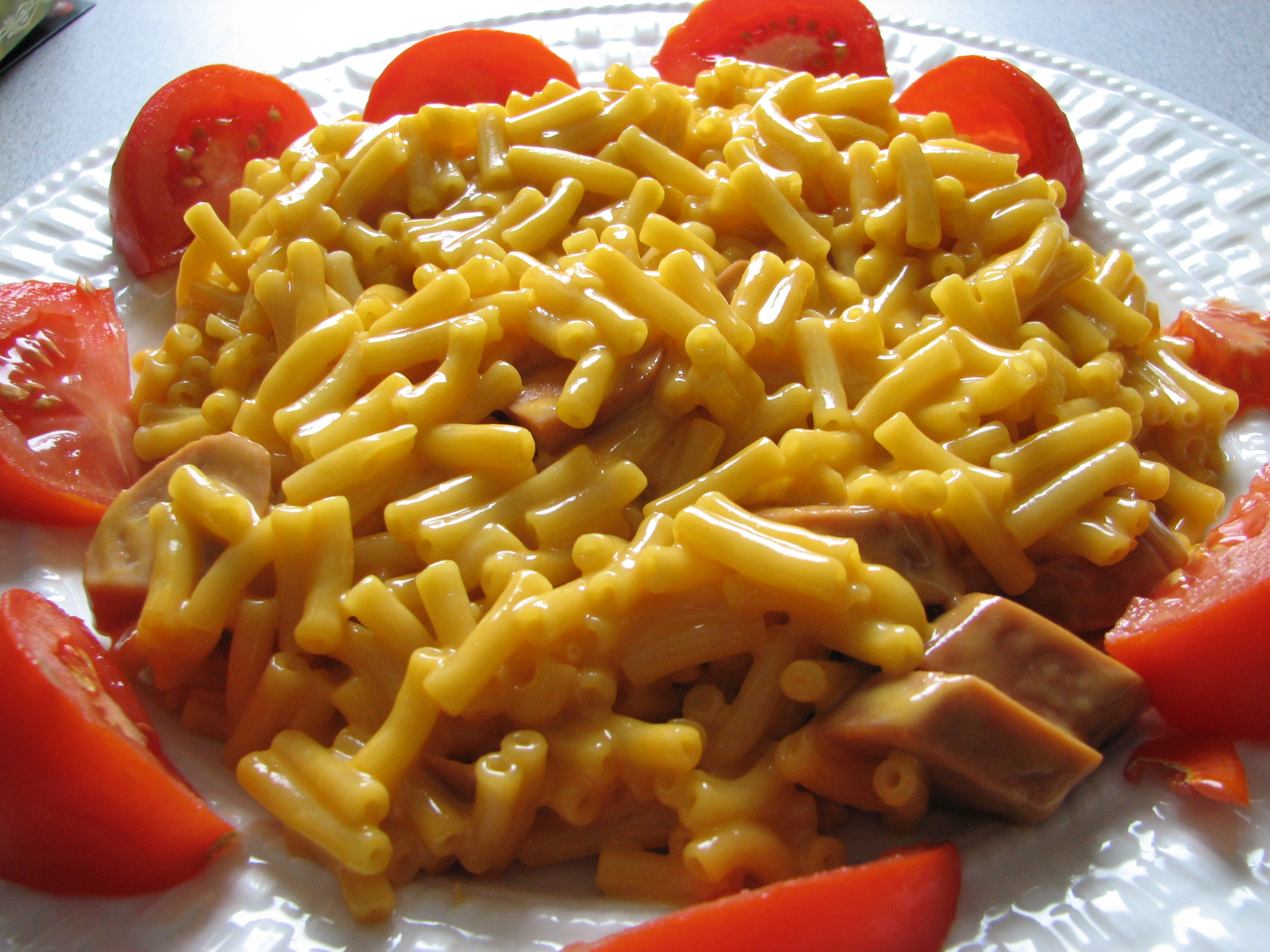
Mac and cheese

Macaroni and cheese (również mac and cheese; z ang. „makaron z serem”) – potrawa popularna w krajach anglosaskich, w szczególności w Stanach Zjednoczonych, w postaci makaronu zapiekanego z sosem serowym. Istnieje wiele odmian potrawy, różniących się między sobą konsystencją (od kremowej po charakterystyczną dla zapiekanki) oraz dodatkami.
Pierwsze przepisy na macaroni and cheese pochodzą z początku XIX wieku. Wynalezienie potrawy przypisywane jest niekiedy błędnie prezydentowi Stanów Zjednoczonych, Thomasowi Jeffersonowi. Na spopularyzowanie potrawy miało wpływ wprowadzenie do sprzedaży pakowanych dań przez przedsiębiorstwo Kraft w 1937 roku.
Podobna potrawa, jednak z dodatkiem ziemniaków i cebuli, występuje w kuchni szwajcarskiej i znana jest jako Älplermagronen.